# Neyāsar
Neyāsar (persiska: نیاسر, Nīāsar) är en ort i Iran.   Den ligger i provinsen Esfahan, i den centrala delen av landet, 190 km söder om huvudstaden Teheran. Neyāsar ligger 1 636 meter över havet och antalet invånare är 2 003.
Terrängen runt Neyāsar är varierad.Runt Neyāsar är det ganska glesbefolkat, med 43 invånare per kvadratkilometer. Neyāsar är det största samhället i trakten. Trakten runt Neyāsar består i huvudsak av gräsmarker.